# Eupomatiaceae
Famille
Genre
Classification APG III (2009)
Les Eupomatiaceae (les Eupomatiacées) sont une famille de plantes à fleurs primitives de l'ordre des Magnoliales. Elle ne comprend que deux à trois espèces du genre Eupomatia.
Ce sont des arbres ou des arbustes à huiles essentielles, des régions tempérées à tropicales de la côte est de l'Australie et de Nouvelle-Guinée.

## Étymologie
Le nom vient du genre Eupomatia qui lui même est issu du grec εν" "bon", "véritable" et πωματιών' pomatión "casquette", en référence au capuchon qui recouvre les boutons floraux.

## Liste des genres
Selon NCBI (13 avr. 2010), DELTA Angio (13 avr. 2010) et Angiosperm Phylogeny Website (16 mai 2010) :
- genre Eupomatia R.Br.

## Liste des espèces
Selon NCBI (13 avr. 2010) :
- genre Eupomatia
  - Eupomatia bennettii
  - Eupomatia laurina, le Bolwarra, une épice australienne